# Ljubljanske vijesti
Ljubljanske vijesti (slovenski: Lublanske novice) bile su prvi tiskani medij na slovenskom jeziku, koji je izlazio 4. siječnja 1797. do 27. prosinca 1800. u obliku polutjednika.
Osnivač novina bio je poduzetnik Žiga Zois, a glavni urednik katolički svećenik i pjesnik Valentin Vodnik, koji je u njima obavljao i zadaću prevoditelja i lektora.
Lubljanske vijesti izašle u ukupno 233 broja na 78.000 stranica, u prosječnoj nakladi od 12.000 primjeraka. Oblikovanje sadržaja slijedilo je obrazac Wiener Zeitunga, kao i prosvjetiteljske i domoljubne ideje. Osim političkih, novine su pisale i o znanstvenim otkrićima i novostima iz svijeta zabave, obrazovanja, kulture i gospodarstva.
Također novine su bile jedne od prvih koje su obaviještavale s bojišta Napoleonskih ratova, u kojima su sudjelovali hrvatski i slovenski vojnici u redovima Habsburške monarhije. No, ubrzo se zbog novčanih poteškoća i pritisaka vlasti, u novinama počeo potiskivati slovenski i sve više koristiti njemački jezik.
Ljubljanske vijesti javile su u vrijeme prvih početaka Slovenskog narodnog preporoda s ciljem oživljavanja zatirane narodne svijesti.

## Vanjske poveznice
- RTV SLO, Nekoć smo prebirali Ljubljanske vijesti, 30. lipnja 2013. (slov.)